# 海南比勒費爾德應用科學大學
海南比勒費爾德應用科學大學（英語：Hainan Bielefeld University of Applied Sciences），简称海南比科大（BiUH），是德國比勒費爾德應用科技大學在中华人民共和国海南省设立的大学，为中国大陆首个不依赖中方合作机构的境外机构独立办学高校。
学校於2023年9月招收首批本科學生。过渡期校址位于陵水县的黎安国际教育创新试验区；而永久校址位于儋州市洋浦经济开发区，目前已开工，首期校园預計2025年完工。